# Vanrhynsdorp
Vanrhynsdorp est une petite ville d'Afrique du Sud située dans la province du Cap-Occidental.
Ville gérée par la municipalité de Matzikama au sein du district de West Coast, elle a été nommée en 1881 d'après Petrus Benjamin van Rhyn propriétaire des terres de la ferme sur laquelle la ville a été aménagée. Selon le recensement de 2011, la ville compte 6 272 habitants, à 71 % faisant partie de la communauté des coloureds.

## Personnalités locales
- Albertus Johannes Roux van Rhijn (1890-1971), homme politique et ministre, né à Vanrhynsdorp.